# Josef Terboven
Josef Antonius Heinrich Terboven (Essen, 23 maggio 1898 – Oslo, 8 maggio 1945) è stato un politico tedesco.

## Biografia

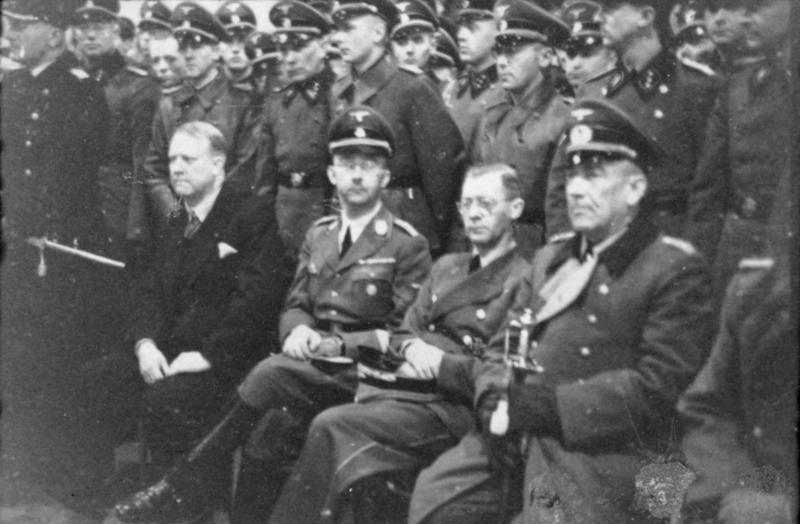
A partire da sinistra Quisling, Himmler, Terboven e Falkenhorst.

Partecipò alla prima guerra mondiale e successivamente completò gli studi a Freiburg e a Monaco di Baviera. 

### Nel partito nazista
Nel 1923 entrò nel Partito Nazionalsocialista Tedesco dei Lavoratori, prendendo parte al putsch di Monaco. Impiegato di banca, fece parte delle Sturmabteilung e nel 1931 divenne Gauleiter di Essen e nel 1936 presidente della provincia del Reno, raggiungendo gli apici della gerarchia nazista. Deputato al Reichstag della Repubblica di Weimar dal 1930, rieletto nel Reichstag del Terzo Reich nel 1933, vi rimase ininterrottamente fino alla fine della seconda guerra mondiale.
Dopo la presa del potere nazista, Terboven fu promosso SA-Gruppenführer il 1 marzo 1933 e nominato membro del Consiglio di Stato prussiano il 10 luglio 1933

### Commissario della Norvegia
Con la fine della Campagna di Norvegia fu Reichskommissar nazista per la Norvegia dal 24 aprile 1940.
Durante l'occupazione non si fece scrupoli a sfruttare l'economia del paese e a sopprimere qualunque tipo di ribellione della popolazione. Il 1º febbraio 1942 nominò primo ministro Vidkun Quisling, il leader dell'Unione Nazionale norvegese. Negli ultimi giorni di combattimento tra il Terzo Reich e gli Alleati dopo la morte di Hitler, il grandammiraglio Karl Dönitz convocò un'assemblea il 3 maggio 1945 a cui avrebbero dovuto partecipare tutti i comandanti civili e militari dei territori sotto il dominio nazista, tra questi Terboven in persona. In un punto all'ordine del giorno nel quale venne chiesto di illustrare il quadro generale del paese scandinavo, egli rassicurò il presidente di trovarsi ancora in "acque calme" ed espresse il desiderio di sferrare un ultimo attacco, ma senza riuscire a ottenere un consenso.

### Morte
Il 5 maggio fu annunciata la capitolazione parziale della Germania settentrionale, Paesi Bassi e Danimarca; il commissario si mantenne sulla propria posizione e dichiarò che sarebbe stato meglio continuare a patteggiare col nemico senza mostrare segni di cedimento. Tuttavia il 7 maggio, il suo ufficio venne sciolto ed egli fu sollevato dal suo incarico dal presidente Dönitz. 
Il giorno seguente affidò le attività di commissario del Reich al comandante della Wehrmacht in Norvegia il generale Franz Böhme, dopodiché si ritirò nella sua residenza di Skaugum dove distrusse dei fascicoli. Decise di porre fine alla sua vita poco prima di mezzanotte dell'8 maggio, facendosi saltare in aria: aveva ordinato al capo della guardia di piazzare degli esplosivi nel bunker del parco.